# Martin Olsson (fotbollsspelare)
Martin Tony Waikwa Olsson, född 17 maj 1988 i Gävle (uppväxt i Helsingborg), är en svensk fotbollsspelare som spelar för Malmö FF. Han representerar även det svenska landslaget.

## Klubblagskarriär
Olsson kom till Blackburn Rovers FC från sin moderklubb Högaborgs BK i januari 2006. Olsson, som huvudsakligen spelade som vänsterback eller vänstermittfältare. Martin Olssons tvillingbror Marcus Olsson skrev den 30 januari 2012 även han på för Blackburn Rovers.
Martin Olsson debuterade för Blackburn i en kvalmatch i UEFA-cupen mot finska MYPA den 30 augusti 2007, då han ersatte Stephen Warnock. Den 30 december 2007 gjorde han Premier League-debut i en match mot Derby County när han gjorde ett inhopp, och ersatte Morten Gamst Pedersen.   Han utnämndes till Blackburns "Young Player of the Year" säsongen 2007–2008.
Hans första mål för klubben kom den 24 september 2008, då han gjorde det vinnande målet i Ligacup-matchen mot Everton. Under sina sex år i Blackburn gick han från ungdomsproffs till att ta en startplats i Premier League. Han tillhörde klubben fram till 2013 och gjorde över 100 matcher. 
Den 10 juli 2013 blev det officiellt att Martin Olsson skrivit på ett fyraårskontrakt för Premier League-klubben Norwich City. Olsson debuterade för Norwich den 27 augusti 2013 i Ligacupen mot Bury och blev även målskytt i matchen. Olsson spelade totalt 129 matcher för Norwich City och gjorde fyra mål.
Den 14 januari 2017 blev det officiellt att Martin Olsson var klar för Swansea City för en övergångssumma på 55 miljoner kronor. Kontraktet var på två och ett halvt år.  Olsson debuterade för Swansea i Premier League-matchen mot Liverpool på Anfield den 21 januari 2017, som slutade med en 3-2 vinst för Swansea. Han spelade 75 matcher för den walesiska klubben och gjorde två mål, och hade en skadefylld sista säsong. Den 18 maj 2019 meddelade Swansea att Olsson fick lämna klubben efter säsongen. 
Den 1 april 2020 presenterades Martin Olsson av Helsingborgs IF på ett korttidskontrakt som sedan förlängdes. Olsson var HIF:s bäste spelare från sin mittbacksposition när laget åkte ur allsvenskan. Han spelade totalt 25 matcher i allsvenskan för HIF, på vilka han stod för fem assister.  
Den 29 januari 2021 skrev Olsson på ett tvåårskontrakt för BK Häcken. Totalt blev det 14 matcher för Häcken.
Den 12 augusti 2021 skrev Martin Olsson på för Malmö FF till och med 2022. I december 2022 förlängde han sitt kontrakt med två år. I februari 2025 förlängdes kontraktet med ett år.

## Landslagskarriär
Martin Olsson debuterade i det Svenska A-landslaget med ett inhopp mot Bosnien-Hercegovina den 29 maj 2010 på Råsunda och blev dessutom tvåmålsskytt. Han fortsatte att vara målskytt i landslaget och gjorde mål, både mot San Marino och mot Finland i höstens EM-kvalmatcher 2011. 
Olsson startade i samtliga tre gruppspelsmatcher för Sverige i EM 2012. Olsson var nu första val på vänsterbacksplatsen, och spelade hälften av VM-kvalmatcherna och blev målskytt i 2-1-segern mot Österrike den 11 oktober 2013 på Friends Arena. Zlatan Ibrahimovic hittade in med ett inspel till Olsson som språngnickade in kvitteringsmålet. Olsson spelade även Play off-matcherna mot Portugal som Sverige förlorade och missade därmed Världsmästerskapet i Brasilien 2014.
Olsson spelade i samtliga kvalmatcher till EM 2016, och startade alla Sveriges tre gruppspelsmatcher i EM 2016. Men mästerskapet blev en besvikelse och Erik Hamrén avgick som förbundskapten. 
Janne Andersson tog över som förbundskapten och Olsson startade VM-kvalmatcherna mot Luxemburg och Bulgarien i oktober 2016, men fick sedan en lårskada och tappade sin startplats i landslaget. Han kom med i truppen till VM 2018 och gjorde två inhopp när han ersatte Emil Forsberg, först i åttondelsfinalen mot Schweiz och sedan i kvartsfinalen mot England. 
Olsson gjorde ett kort inhopp i sin 50:e landskamp i Nations League-matchen mot Portugal den 14 oktober 2020. Han startade återigen som vänsterback i Play off-matchen mot Tjeckien den 24 mars 2022, och det skulle dröja ett år innan Olsson startade sin 56:e landskamp i EM-kvalmatchen mot Österrike den 12 september 2023 som Sverige förlorade med 0-2 på Ernst-Happel Stadion.

## Privatliv
Olsson har en tvillingbror Marcus, som spelar för Halmstads BK. De har en svensk far och en kenyansk mor.
Deras äldre syster Jessica är gift med den tyske basketstjärnan Dirk Nowitzki, före detta spelare i NBA-klubben Dallas Mavericks.

## Klubbstatistik
| Klubb                                                    | Säsong            | Inhemsk liga      | Inhemsk liga | Inhemsk liga | Nat. täv. | Nat. täv. | Internat. täv. | Internat. täv. | Totalt | Totalt |
| Klubb                                                    | Säsong            | Serie             | SM           | Mål          | SM        | Mål       | SM             | Mål            | SM     | Mål    |
| -------------------------------------------------------- | ----------------- | ----------------- | ------------ | ------------ | --------- | --------- | -------------- | -------------- | ------ | ------ |
| Blackburn Rovers                                         | 2007–08           | Premier League    | 2            | 0            | 1         | 0         | 1              | 0              | 4      | 0      |
| Blackburn Rovers                                         | 2008–09           | Premier League    | 9            | 0            | 6         | 1         | 0              | 0              | 15     | 1      |
| Blackburn Rovers                                         | 2009–10           | Premier League    | 21           | 1            | 6         | 1         | 0              | 0              | 27     | 2      |
| Blackburn Rovers                                         | 2010–11           | Premier League    | 29           | 2            | 3         | 0         | 0              | 0              | 32     | 2      |
| Blackburn Rovers                                         | 2011–12           | Premier League    | 27           | 0            | 4         | 0         | 0              | 0              | 31     | 0      |
| Blackburn Rovers                                         | 2012–13           | Championship      | 29           | 0            | 4         | 0         | 0              | 0              | 33     | 0      |
| Blackburn Rovers                                         | Totalt i klubblag | Totalt i klubblag | 117          | 3            | 24        | 2         | 1              | 0              | 142    | 5      |
| Norwich City                                             | 2013–14           | Premier League    | 34           | 0            | 3         | 1         | 0              | 0              | 37     | 1      |
| Norwich City                                             | 2014–15           | Championship      | 45           | 1            | 0         | 0         | 0              | 0              | 45     | 1      |
| Norwich City                                             | 2015–16           | Premier League    | 24           | 1            | 3         | 0         | 0              | 0              | 27     | 1      |
| Norwich City                                             | 2016–17           | Championship      | 19           | 1            | 1         | 0         | 0              | 0              | 20     | 1      |
| Norwich City                                             | Totalt i klubblag | Totalt i klubblag | 122          | 3            | 7         | 1         | 0              | 0              | 129    | 4      |
| Swansea City                                             | 2016–17           | Premier League    | 15           | 2            | 0         | 0         | 0              | 0              | 15     | 2      |
| Swansea City                                             | 2017–18           | Premier League    | 36           | 0            | 7         | 0         | 0              | 0              | 43     | 0      |
| Swansea City                                             | 2018–19           | Championship      | 17           | 0            | 0         | 0         | 0              | 0              | 17     | 0      |
| Swansea City                                             | Totalt i klubblag | Totalt i klubblag | 68           | 2            | 7         | 0         | 0              | 0              | 75     | 2      |
| Helsingborg                                              | 2020              | Allsvenskan       | 25           | 0            | 0         | 0         | 0              | 0              | 25     | 0      |
| Helsingborg                                              | Totalt i klubblag | Totalt i klubblag | 25           | 0            | 0         | 0         | 0              | 0              | 25     | 0      |
| Häcken                                                   | 2021              | Allsvenskan       | 10           | 1            | 1         | 0         | 1              | 1              | 12     | 2      |
| Häcken                                                   | Totalt i klubblag | Totalt i klubblag | 10           | 1            | 1         | 0         | 1              | 1              | 12     | 2      |
| Malmö FF                                                 | 2021              | Allsvenskan       | 13           | 0            | 0         | 0         | 5              | 0              | 18     | 0      |
| Malmö FF                                                 | Totalt i klubblag | Totalt i klubblag | 13           | 0            | 0         | 0         | 5              | 0              | 18     | 0      |
| Antal matcher och mål är korrekt per den 5 december 2021 |                   |                   |              |              |           |           |                |                |        |        |

## Meriter
Malmö FF
- Svensk mästare: 2021, 2023, 2024
- Svensk cupvinnare: 2022, 2024